# NGC 4981
NGC 4981 é uma galáxia espiral barrada (SBbc) localizada na direcção da constelação de Virgo. Possui uma declinação de -06° 46' 39" e uma ascensão recta de 13 horas, 08 minutos e 48,7 segundos.
A galáxia NGC 4981 foi descoberta em 17 de Abril de 1784 por William Herschel.